# Euphorbia tulearensis
Euphorbia tulearensis (лат.) – вид суккулентных растений рода Молочай, семейства Молочайные, родом из Мадагаскара. Клубневой полукустарник, произрастает в основном в биоме пустыни или сухих кустарников.

## Описание

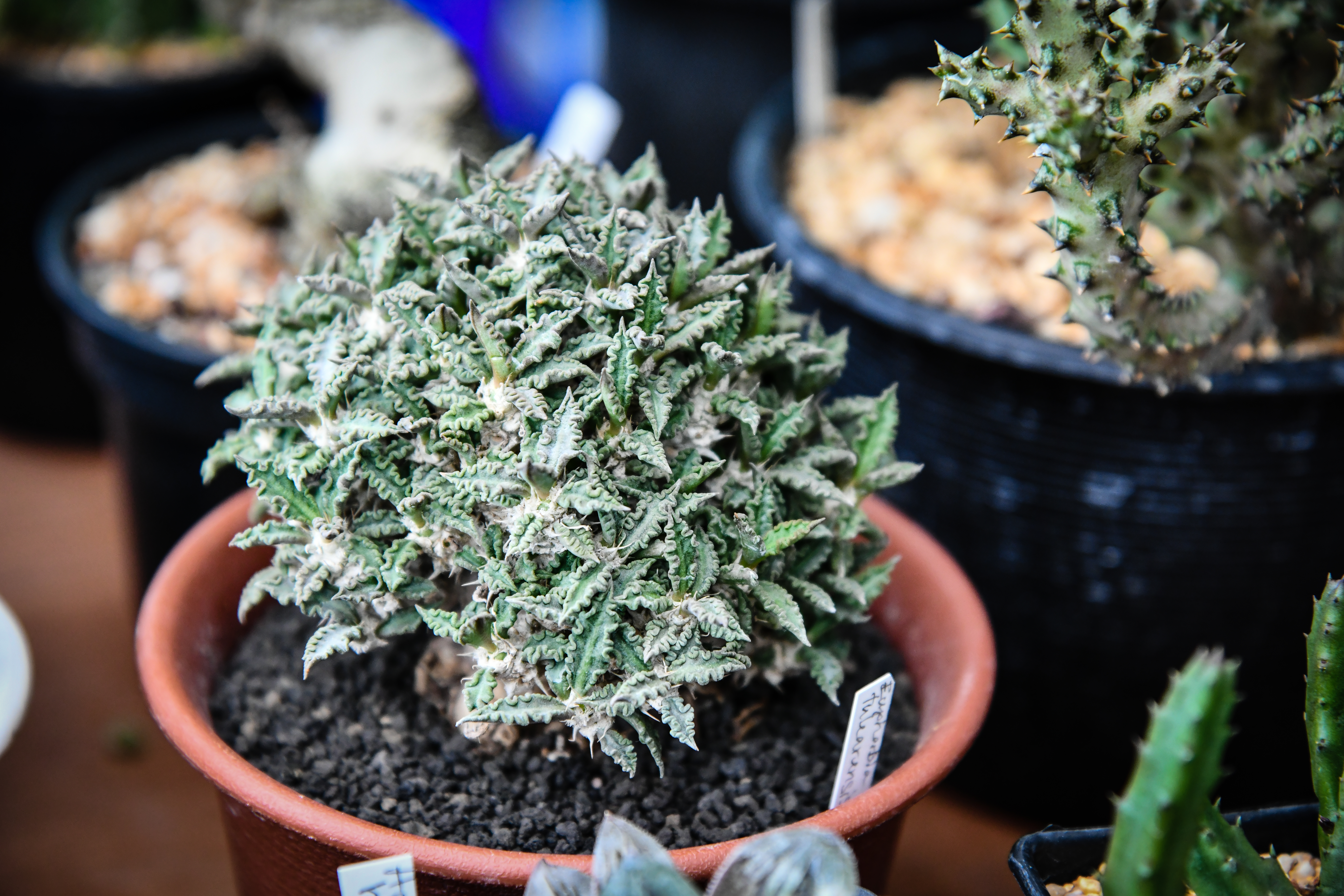
Маленький кустик

Euphorbia tulerensis образует очень маленькие кусты. От луковичного корня длиной около 10 сантиметров и шириной 5 сантиметров выходят узкие побеги. Побеги имеют длину до 20 сантиметров и диаметр от 5 до 7 миллиметров. Пухлые и яйцевидные листья имеют ширину до 1,5 сантиметров и глубоко загнуты вверху. Края листа волнистые, а пластинка представляет собой крошечные сосочки. Образуются тонкие шипы длиной до 8 миллиметров, но кончики отпадают, а оставшееся основание образует гребешок из хрящевой коры.
Соцветие состоит из простых кистей, стоящих на стебле длиной до 2 сантиметров. Вертикальные циатофиллы имеют ширину и длину 3 мм и красноватый цвет. Циатии достигают 5 миллиметров в диаметре. Нектарные железы оранжевого цвета, почти сидячие плоды шириной 2 мм и длиной 3 мм имеют тупые лопасти. Укоренившиеся побеги не образуют нового подземного клубня.

## Таксономия
Euphorbia tulearensis (Rauh) Rauh, Cact. Succ. J. (Los Angeles) 60: 184 (1988).

#### Этимология
Euphorbia: ботаническое название Euphorbia происходит от Евфорба, греческого врача царя Нумидии и Мавретании Юбы II (52–50 до н. э. – 23 г. н. э.), который женился на дочери Антония и Клеопатры. Царь Юба был плодовитым писателем на различные темы, включая естествознание. Евфорба писал, что один из кактусоподобных молочаев использовался как сильное слабительное. В 12 г. до н.э. Юба назвал это растение в честь своего врача Евфорба. В 1753 году ботаник и систематик Карл Линней присвоил всему роду название Euphorbia в честь врача.
tulearensis: латинский видовой эпитет.

#### Синонимы
Гомотипные (основанные на одном и том же номенклатурном типе):
- Euphorbia cap-saintemariensis var. tulearensis Rauh (1978)